# クリームの素晴らしき世界
| 専門評論家によるレビュー | 専門評論家によるレビュー          |
| レビュー・スコア         | レビュー・スコア                  |
| 出典                     | 評価                              |
| ------------------------ | --------------------------------- |
| Rolling Stone            | (negative:studio)/(positive:live) |
| AllMusic                 | [ 6 ]                             |

『クリームの素晴らしき世界』 (Wheels of Fire) は、イギリスのロックバンド、クリームによる1968年の2枚組アルバム。スタジオ録音とライブ盤の2枚から成る。本作はイギリスで最高3位、アメリカでは1位を獲得し、初めてプラチナディスクを獲得した2枚組アルバムとなった。2003年に本作はローリング・ストーン誌の『ローリング・ストーン誌が選ぶオールタイム・ベストアルバム500』で203位にランクされた。
本作は Wheels of Fire (In the Studio)、Wheels of Fire (Live at the Fillmore) の2枚のLPとしてリリースされ、どちらもよく似たカバーアートである。イギリス盤のスタジオ・アルバムはアルミホイル地に黒のプリントがなされ、ライブ・アルバムはスタジオ盤の反転であった。日本盤のスタジオ・アルバムは金ホイル地に黒のプリント、ライブ・アルバムはアルミホイル地に黒のプリントが施されている。オーストラリアでは両アルバムとも日本盤のラミネートコピー（オーストラリアでは2枚組はリリースされなかった）。

## 背景
クリームのサードアルバムは、アトコ・レコードのプロデューサー、フェリックス・パパラルディとバンドによって、いくつかのライブ演奏を含む2枚組アルバムでリリースすることが計画されていた。

### レコーディング
バンドとパパラルディは1967年7月-8月にロンドンのIBCスタジオでレコーディングを行い、続いて9月-10月にはニューヨークのアトランティック・スタジオでのレコーディングを行った。追加のスタジオ・マテリアルはバンドの過密なツアー・スケジュールの谷間、1968年1月-2月にアトランティック・スタジオにて録音。翌月、パパラルディはロサンゼルスのモービル・スタジオをサンフランシスコのザ・フィルモアおよびウィンターランド・ボールルームに送るように手配する。サンフランシスコでの6回のショウがパパラルディとレコーディング・エンジニアのビル・ハルバーソンによって録音された。本作に収録されなかった録音は『ライヴ・クリーム』と『ライヴ・クリーム Vol.2』に収録された。

### 制作とアートワーク
ディスク1のレコーディング・エンジニアは、トム・ダウドとエイドリアン・バーバーであった。ディスク2のライブはビル・ハルバーソンによって録音され、エイドリアン・バーバーがミキシングを担当。アートワークは前作『カラフル・クリーム』のアートワークを担当したマーティン・シャープが手がけ、ジム・マーシャルが写真を撮影した。

### 曲
バンドのドラマー、ジンジャー・ベイカーはアルバムのためにピアニストのマイク・テイラーと共に3曲を、ベーシストのジャック・ブルースは詩人のピート・ブラウンと共に4曲を共同執筆した。ギタリストのエリック・クラプトンは、2つのカバー曲を選ぶことによって、アルバムに貢献した。
ディスク2にフェリックス・パパラルディはジャック・ブルースのハーモニカソロが含まれる「列車時刻」、ジンジャー・ベイカーのドラムがフィーチャーされた「いやな奴」、エリック・クラプトンのギター演奏が引き立つ「スプーンフル」「クロスロード」を選曲した。

## 収録曲

### ディスク1：イン・ザ・スタジオ
| #  | タイトル | 作詞 | 作曲・編曲 | 時間 |
| -- | --- | ---- | ---------- | ---- |
| 1. | 「ホワイト・ルーム (White Room) 3」(Jack Bruce, Pete Brown)                                                       |      |            | 4:58 |
| 2. | 「トップ・オブ・ザ・ワールド (Sitting on Top of the World)」(Walter Vinson, Lonnie Chatmon; arr. Chester Burnett) |      |            | 4:58 |
| 3. | 「時は過ぎて (Passing the Time) 1 3」(Ginger Baker, Mike Taylor)                                                  |      |            | 4:37 |
| 4. | 「おまえの言うように (As You Said)」(Bruce, Brown)                                                                |      |            | 4:20 |

| #  | タイトル                                                                  | 作詞 | 作曲・編曲 | 時間 |
| -- | ------------------------------------------------------------------------- | ---- | ---------- | ---- |
| 1. | 「ねずみといのしし (Pressed Rat and Warthog)」(Baker, Taylor)             |      |            | 3:13 |
| 2. | 「政治家 (Politician) 3」(Bruce, Brown)                                   |      |            | 4:12 |
| 3. | 「ゾーズ・ワー・ザ・デイズ (Those Were the Days) 3」(Baker, Taylor)       |      |            | 2:53 |
| 4. | 「悪い星の下に (Born Under a Bad Sign) 3」(Booker T. Jones, William Bell) |      |            | 3:09 |
| 5. | 「荒れ果てた街 (Deserted Cities of the Heart) 2 3」(Bruce, Brown)         |      |            | 3:38 |

### ディスク2：ライヴ・アット・ザ・フィルモア
| #  | タイトル                                                    | 作詞 | 作曲・編曲 | 録音年月日                                                   | 時間  |
| -- | ----------------------------------------------------------- | ---- | ---------- | ------------------------------------------------------------ | ----- |
| 1. | 「クロスロード (Crossroads)」(Robert Johnson, arr. Clapton) |      |            | 1968年3月10日、サンフランシスコ、ウィンターランド (1st show) | 4:13  |
| 2. | 「スプーンフル (Spoonful)」(Willie Dixon)                   |      |            | 1968年3月10日、サンフランシスコ、ウィンターランド (1st show) | 16:43 |

| #  | タイトル                          | 作詞 | 作曲・編曲 | 録音年月日                                                  | 時間  |
| -- | --------------------------------- | ---- | ---------- | ----------------------------------------------------------- | ----- |
| 1. | 「列車時刻 (Traintime) 4」(Bruce) |      |            | 1968年3月8日、サンフランシスコ、ウィンターランド (1st show) | 7:01  |
| 2. | 「いやな奴 (Toad)」(Baker)        |      |            | 1968年3月7日、サンフランシスコ、フィルモア (2nd show)       | 16:15 |

ディスク1の演奏者は「クリーム・カルテット」、クラプトン、ベイカー、ブルースに加えて様々な楽器を演奏したフェリックス・パパラルディの4名であった。フェリックス・パパラルディはプロデューサーとしてクレジットされている。
^注1： 初期プレスの何枚かは「時は過ぎて」の別バージョンを収録しており、この「ロングバージョン」は67秒長く、『ゾーズ・ワー・ザ・デイズ』に収められた80秒長いバージョンとも異なる。
^注2： 米国盤オリジナルプレスでは、「荒れ果てた街」の演奏時間が4:36と誤って表示されている。
^注3： A面の1曲目と3曲目、B面の2、3、4、5曲目はHaeco-CSGシステムで処理された。また、同セッションで録音された「エニイワン・フォー・テニス」も同様に処理。Haeco-CSGはモノラル再生装置と完全に互換性があるステレオ録音を行うシステムで、副作用としてステレオのセンターに「ぼけた」イメージが生じることがあった。現代のデジタルオーディオ処理ソフトウェアを使用することでHaeco-CSG効果を無効にして元の意図された音質を回復することが可能である。
3月10日のファースト・ショーでは実際には「スプーンフル」が「クロスロード」の前に演奏された。「列車時刻」は「いやな奴」の前に収録されたが、実際には「列車時刻」は翌日のテイクであり、継ぎ目なく「いやな奴」のイントロとつながるようにうまく編集されている。
レーベルには「Live at the Fillmore」と表記されたが、実際にフィルモアで演奏されたのは「いやな奴」のみであった。他の曲はサンフランシスコのウィンターランド・ボールルームにて収録。
^注4： オリジナルアルバムでは「列車時刻」の作者として「ジョン・グループ」が記載された。「ジョン・グループ」はジャック・ブルースがかつて在籍していたグレアム・ボンド・オーガニゼーション（ブルースはバンドと共に「列車時刻」を1965年に録音している）が、グレアム・ボンド以外のメンバーが作曲の印税を受け取るために使用した変名であった。曲はメンフィス・スリムのブルース曲が原曲である。

## パーソネル
ライナーノートから
- ジャック・ブルース - ボーカル、リードボーカル、ベース、チェロ、ハーモニカ、カリオペ、アコースティックギター、リコーダー
- ジンジャー・ベイカー - ドラムス、パーカッション、ベル、グロッケンシュピール、ティンパニ、スポークン・ワード（「ねずみといのしし」）
- エリック・クラプトン - ギター、ボーカル
- フェリックス・パパラルディ - ヴィオラ、ベル、オルガン、トランペット、トネット
- トム・ダウド - レコーディング・エンジニア（ディスク1）
- エイドリアン・バーバー - レコーディング・エンジニア（ディスク1）、リミックス・エンジニア（ディスク2）
- ジョセフ・M・パルマシオ - デジタル・リマスタリング
- マーティン・シャープ - カバーアート
- ジム・マーシャル - 写真

## チャート

### アルバム
| チャート (1968)                          | 最高位 |
| ---------------------------------------- | ------ |
| オーストラリア (Kent Music Report)       | 1      |
| カナダ (RPM Top 50)                      | 1      |
| ノルウェー (VG-lista)                    | 16     |
| UK (The Official Charts Company) - 2枚組 | 3      |
| UK (The Official Charts Company) - 1枚組 | 7      |
| US Billboard 200                         | 1      |
| US Billboard R&B Albums Chart.           | 11     |

### シングル
| 年     | シングル           | 最高位            | 最高位    |
| 年     | シングル           | Billboard Hot 100 | UK Top 40 |
| ------ | ------------------ | ----------------- | --------- |
| 1968年 | "ホワイト・ルーム" | #6                | #28       |
| 1969年 | "クロスロード"     | #28               | -         |

## 認証
RIAAによる認証
| 認証団体 | レベル   | 日付          |
| -------- | -------- | ------------- |
| RIAA     | ゴールド | 1968年7月22日 |

## 参照
1. 1 2 3 4 5 6 7 8 9 10  Wheels of Fire (Billboard 6 July 1968). Cream. United States: Nielsen Business Media, Inc. 1968.
2. ↑  , GINGER BAKER DISCOGRAPHY - LP's:  Part 2
3. ↑  , Cream (2) - Wheels Of Fire
4. 1 2  Strong, Charles (2002) [Originally published in 1994]. The Great Rock Discography (Sixth ed.). United Kingdom: Canongate Books. p. 323. ISBN 1-84195-312-1
5. ↑  Wenner, Jann (1968年7月20日). “Cream Wheels Of Fire”.  Rolling Stone. 2013年9月12日閲覧。
6. ↑  Erlewine, Stephen Thomas. “Wheels of Fire”.  AllMusic. 2013年12月26日閲覧。
7. ↑  “Cream - the Band”. BBC (2000年9月20日). 2013年5月21日閲覧。
8. ↑  Wheels of Fire, Rolling Stone.
9. 1 2 3 4 5  Schumacher, Michael (1995). “Chapter 4: Power Trio (1966-68)”. Crossroads: The Life and Music of Eric Clapton (1st ed.). New York City, New York: Hyperion. pp. 96-100, 102. ISBN 0-7868-6074-X
10. ↑  The Very Best of Cream (liner notes).
11. ↑  Liner notes to the CD version of the Graham Bond Organisation's The Sound of '65/There's a Bond Between Us, BGO Records, catalog no. BGOCD500, released in the UK 1999.
12. ↑  Kent, David. Australian Chart Book 1940-1969. ISBN 0-646-44439-5
13. ↑  “RPM - Item Display: Top Albums/CDs - Volume 10, No. 7, October 14, 1968” (.Php). Library and Archives Canada (2004年3月31日). 2004年10月1日閲覧。
14. ↑  “Cream - Wheels of Fire (album)” (ASP) (Norwegian). VG-lista.   Hung Medien. 2010年12月6日閲覧。
15. ↑  “Top 40 Official UK Albums Archive: 14th September 1968”. The Official Charts Company. 2010年12月6日閲覧。
16. ↑  “Top 40 Official UK Albums Archive: 24th August 1968”. The Official Charts Company. 2010年12月6日閲覧。
17. ↑  “Top LP's”. Billboard:  57. (10 August 1968).
18. ↑  “Cream - Billboard Albums”. Allmusic.   Rovi Corporation. 2010年11月7日閲覧。
19. ↑  "Cream > Charts & Awards > Billboard Singles" - オールミュージック. 2011年9月28日閲覧。
20. ↑  “UK Top 40 Chart Archive, British Singles & Album Charts”.   everyHit.com (2000年3月16日). 2011年8月16日閲覧。
21. ↑  "American  album  certifications – Cream – Wheels of Fire". Recording Industry Association of America. 2011年9月28日閲覧。